# Grobleben
Grobleben este o comună din landul Saxonia-Anhalt, Germania.